# Forêt de Perseigne
 (juin 2023).
Si vous disposez d'ouvrages ou d'articles de référence ou si vous connaissez des sites web de qualité traitant du thème abordé ici, merci de compléter l'article en donnant les références utiles à sa vérifiabilité et en les liant à la section « Notes et références ».
La forêt de Perseigne s'étend à l'est d'Alençon, dans le département de la Sarthe, principalement sur les communes de Neufchâtel-en-Saosnois, Villeneuve-en-Perseigne, Ancinnes et Villaines-la-Carelle. La forêt fait partie du parc naturel régional Normandie-Maine.
Située à l'est du Massif armoricain, elle se distingue de la forêt de Bellême qui commence à six kilomètres plus à l'est, par un relief accidenté et une altitude de 349 m à son point culminant. Il est possible par beau temps d'apercevoir, depuis le belvédère, le dôme de la cathédrale du Mans, située à 45 km de là et le mont des Avaloirs‚ point culminant du massif.

## Géographie
Point culminant du département de la Sarthe, le massif de Perseigne fait partie du Massif armoricain, Il est constitué notamment de grès feldspathiques et de schistes briovériens et a subi des intrusions volcaniques, alors qu'il est entouré de tous côtés de terrains du Jurassique et dans une moindre mesure du Crétacé.

## Histoire
Elle est la propriété de la vicairie du Saosnois avant de devenir le fief des comtes du Perche au Xe siècle. En 1130, Guillaume III Talvas fonde l'abbaye de Perseigne. En 1364, l'abbaye de Perseigne prend feu. Forêt royale jusqu'en 1791, elle devient forêt domaniale après 1791. Elle fournissait le charbon de bois pour les forges du Champ-de-la-Pierre et de Varenne.

## Lieux remarquables
- Le belvédère de Perseigne, tour d'observation de 30 m de haut, situé au point culminant et qui en dépassant la cime des arbres, offre une vue sur le Saosnois et la plaine d'Alençon.
- Abbaye de Perseigne fondée par Guillaume III Talvas, comte de Ponthieu et seigneur d'Alençon.

## Flore
Elle est en majorité plantée de chênes sessiles, de hêtres et de Pinus sylvestris, mais aussi de Pinus pinaster, pins laricio, sequoia gigantea, sapins de Douglas, bouleaux et trembles. Les feuillus représentent 70 % de la forêt mais ne sont présents que sur 25 % du terrain au-dessus de 300 m.

## Faune

### Le loup en forêt de Perseigne
La forêt de Perseigne est la dernière forêt sarthoise à avoir abrité des populations de loups (Canis lupus) à la fin du XIXe siècle. Le dernier loup tué à Perseigne l'a été en 1890. Un autre spécimen abattu en 1880 est aujourd'hui exposé au public du musée Vert, musée d'histoire naturelle de la ville du Mans.
En Sarthe, le loup est commun partout jusqu'au début du XIXe siècle. Il disparaît ensuite progressivement de la région du Mans puis du sud du département. Après 1870, il n'est plus présent que sur la frange nord-ouest de la Sarthe (région de Sillé, Alpes mancelles, massif de Perseigne). Le dernier loup abattu officiellement dans le département de la Sarthe (avec versement d'une prime) a été tué en juillet 1893 sur la commune de Nogent-le-Bernard. Par la suite, il est possible que des individus isolés aient encore été présents en provenance de Bretagne où l'espèce perdure jusqu'au début du XXe siècle. Les données plus récentes ne peuvent correspondre qu'à des spécimens échappés de captivité.

### Le grand corbeau en forêt de Perseigne
La forêt de Perseigne a également été le dernier refuge du grand corbeau (Corvus corax) en Sarthe. La dernière ponte de l'espèce dans le département y a été observée en juin 1879.
Ce magnifique passereau était présent en Sarthe où, durant la seconde moitié du XIXe siècle, il était signalé dans les grands massifs forestiers du Nord du département (Sillé, Perseigne). La raréfaction  du grand corbeau en France entraîna sa quasi-disparition dans les forêts de plaine au début du XXe siècle. Aujourd'hui les populations de grand corbeau de l'Ouest de la France (Bretagne, Normandie) sont très fragiles, l'espèce ne se rétablira donc pas en Sarthe dans les années à venir.
Le grand corbeau est présenté dans la salle "Sarthe sauvage" du Musée Vert, musée d'histoire naturelle du Mans.

### Autres
Un quartier d'Alençon porte le nom de cette forêt. Ce quartier dit « de Perseigne » s'étend à la lisière du département de la Sarthe, certains bâtiments étant même situés sur les communes sarthoises d'Arçonnay et Saint-Paterne.